# Pasadena (Kalifornien)
Pasadena [ˌpæsəˈdiːnə] ist eine am Fuß der San Gabriel Mountains gelegene Stadt im US-Bundesstaat Kalifornien. Das U.S. Census Bureau hat bei der Volkszählung 2020 eine Einwohnerzahl von 138.699 ermittelt. Die Stadt ist eine principal city der Los Angeles–Long Beach–Anaheim, CA Metropolitan Statistical Area, die Teil der Greater Los Angeles Area ist.

## Geschichte
Die indigenen Bewohner von Pasadena (Name aus der Tongva-Sprache „Pasakeg-na“) bei Ankunft der Spanier waren die Hahamog’na eine Gruppe der Tongva. Die Sprache gehört zu den Uto-aztekischen Sprachen.
Das Gebiet des Los-Angeles-Beckens wurde in den 1770er Jahren kolonisiert und war Teil des Vizekönigreiches Neuspanien. Das heutige Pasadena gehörte zur Mission San Gabriel Arcángel (1771). Bauern aus Indiana gründeten hier 1873 eine Kolonie.

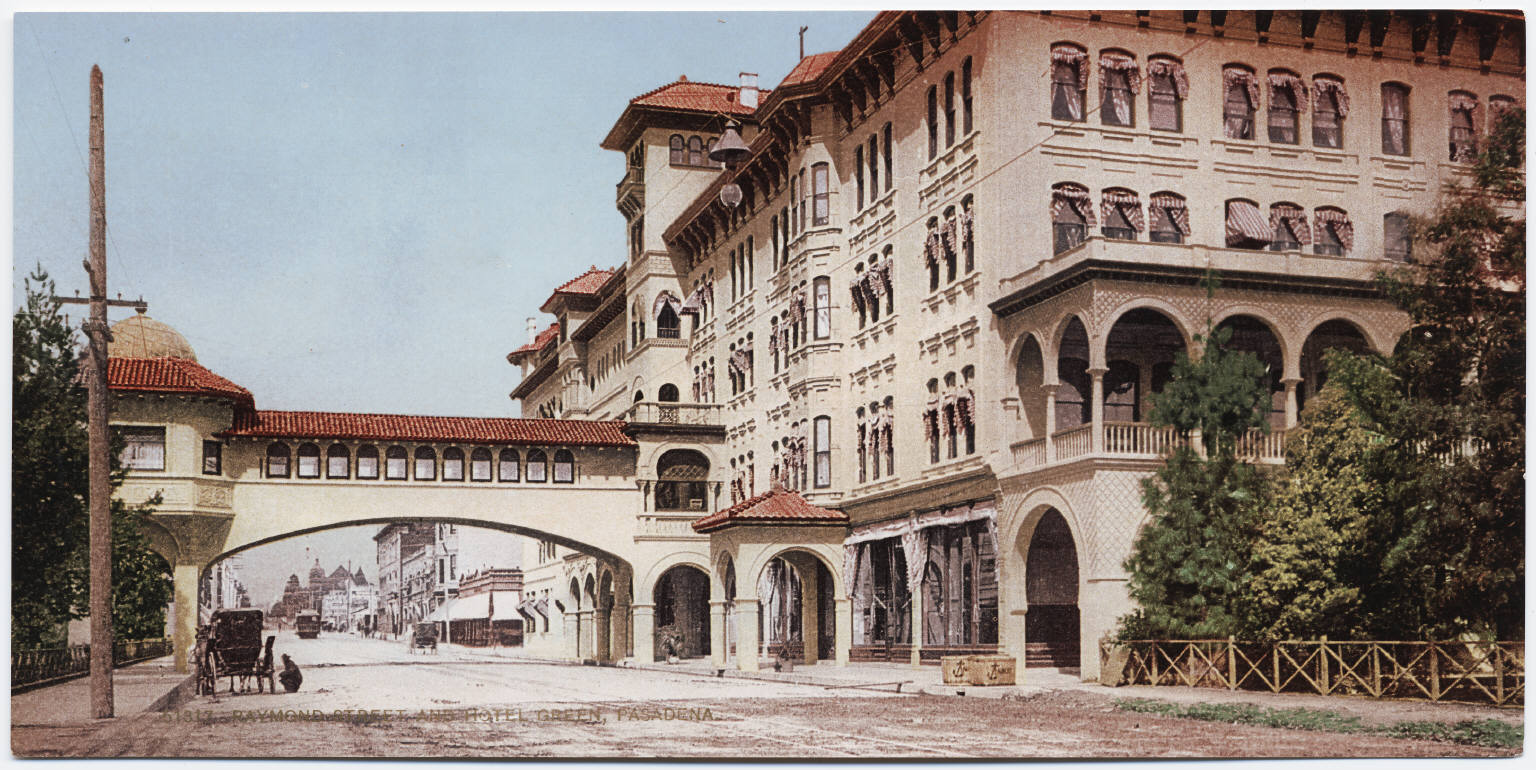
Hotel Green, 1900

Der Ort wuchs stark, als er ein Knotenpunkt der Santa-Fe-Eisenbahn wurde. 1890 fand hier die erste Rose Parade statt, die seitdem jährlich am 1. Januar (außer sonntags, dann am 2. Januar) veranstaltet wird. 1886 erhielt der Ort die kommunale Selbstverwaltung und die Stadtrechte. Um 1900 entwickelte sich die Stadt zu einem Urlaubsort und einem Anbaugebiet für Zitrusfrüchte. Erhalten aus dieser Zeit ist der von 1887 bis 1903 in mehreren Phasen erbaute Hotelkomplex Hotel Green in der Nähe des Bahnhofs, der heute ein Kulturdenkmal des National Register of Historic Places ist.

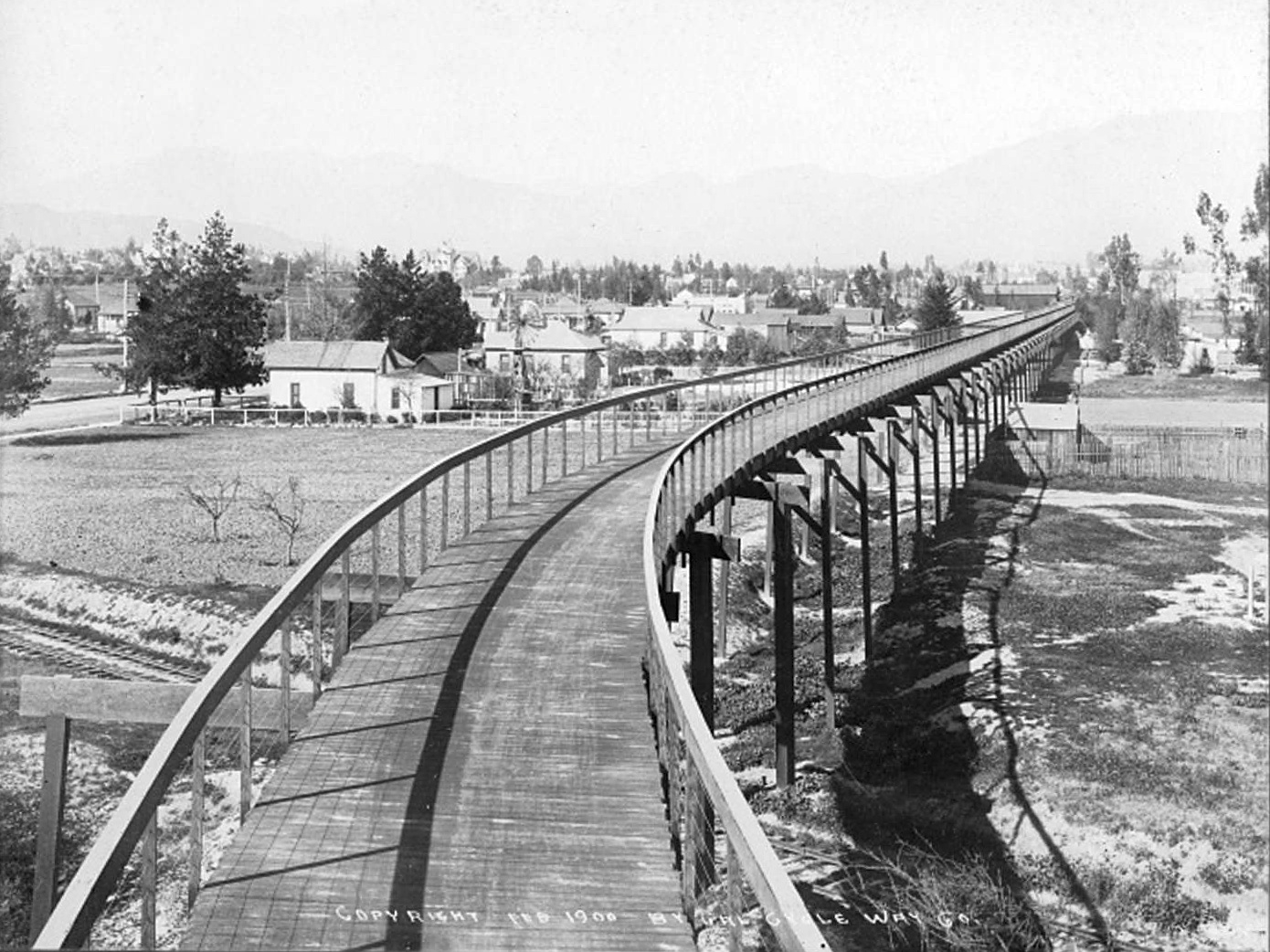
California Cycleway, 1900

Vom Hotel Green aus verlief Richtung Los Angeles auch der 1900 eröffnete Radschnellweg California Cycleway. Er war aus Holz, aufgeständert ausgeführt, kreuzungsfrei, beleuchtet und mautpflichtig und sollte eine schnelle Verbindung zur Innenstadt von Los Angeles ermöglichen. Vier Radfahrer konnten nebeneinander fahren, für eine Verdoppelung der Breite war die Konstruktion bereits vorbereitet und die Steigung sollte im Schnitt nur ein Prozent betragen. Aufgrund der zunehmenden Motorisierung und dem damit einhergehenden Ende des Fahrradbooms in Nordamerika (bicycle craze) sowie der parallel fahrenden Tram der Pacific Electric Railway wurde nur eine kurze Strecke der geplanten fast 15 Kilometer realisiert. Auf den Flächen für den (geplanten) Radschnellweg verläuft heute die Edmondson Alley und der Arroyo Seco Parkway.
Nach 1920 wurde Pasadena ein Vorort von Los Angeles und vergrößerte sich. Das Rathaus, die Pasadena City Hall, wurde 1927 im Stil der Beaux-Arts-Architektur eröffnet. Um Pressefotografen und Journalisten zu vermeiden, stiegen viele Hollywood-Stars bereits am Bahnhof in Pasadena aus (statt an der Los Angeles Union Station).
Abschnittsweise zwischen 1938 und 1941 wurde die erste Autobahn Kaliforniens zwischen Los Angeles und Pasadena als Arroyo Seco Parkway oder auch Pasadena Freeway eröffnet, die heute Teil der Interstate 110 ist. Die Rolle als regionales Zentrum wurde durch die Erweiterung und den Anschluss an weitere überörtliche Infrastruktur unterstrichen, darunter der Bau der Figueroa Street, des Harbor Freeway und zuletzt der Los Angeles Metro Gold Line im Jahre 2003.
Bei der Fußball-Weltmeisterschaft 1994 wurde im Rose Bowl Stadium in Pasadena vor 94.949 Zuschauern das Finale Italien gegen Brasilien ausgetragen. Die Partie zuvor mit 0:0 nach Verlängerung endete schließlich nach Elfmeterschießen 3:2 für Brasilien.

## Institutionen
In Pasadena befindet sich das California Institute of Technology (Caltech), zu dem das Jet Propulsion Laboratory (JPL) gehört, das in Zusammenarbeit mit der NASA betrieben wird. Die Stadt ist Zentrum für die Entwicklung und Herstellung von Elektronik und Präzisionsinstrumenten.
Das Art Center College of Design (Art Center) ist eine der führenden Grafik- und Industriedesign-Schulen weltweit. Das Fuller Theological Seminary hat seinen Sitz ebenfalls in Pasadena. Das Norton Simon Museum zeigt eine der bedeutendsten Kunstsammlungen Kaliforniens.
Das Hauptquartier der Theosophischen Gesellschaft in Amerika, auch Theosophische Gesellschaft Pasadena genannt, befindet sich seit 1951 hier.

## Wirtschaft und Infrastruktur

### Verkehr

#### Straßenverkehr
Die historische Route 66 verlief bis zu ihrer Aufhebung 1964 durch Pasadena.

#### Öffentlicher Verkehr

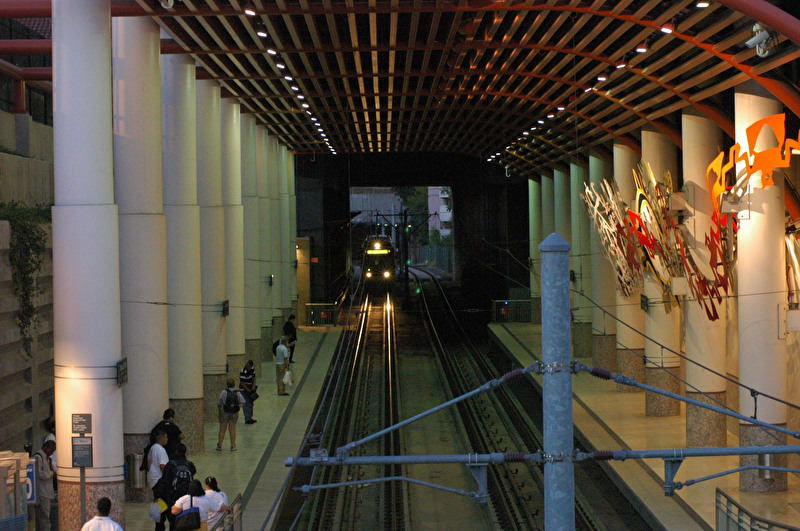
Gold Line Memorial Park Station

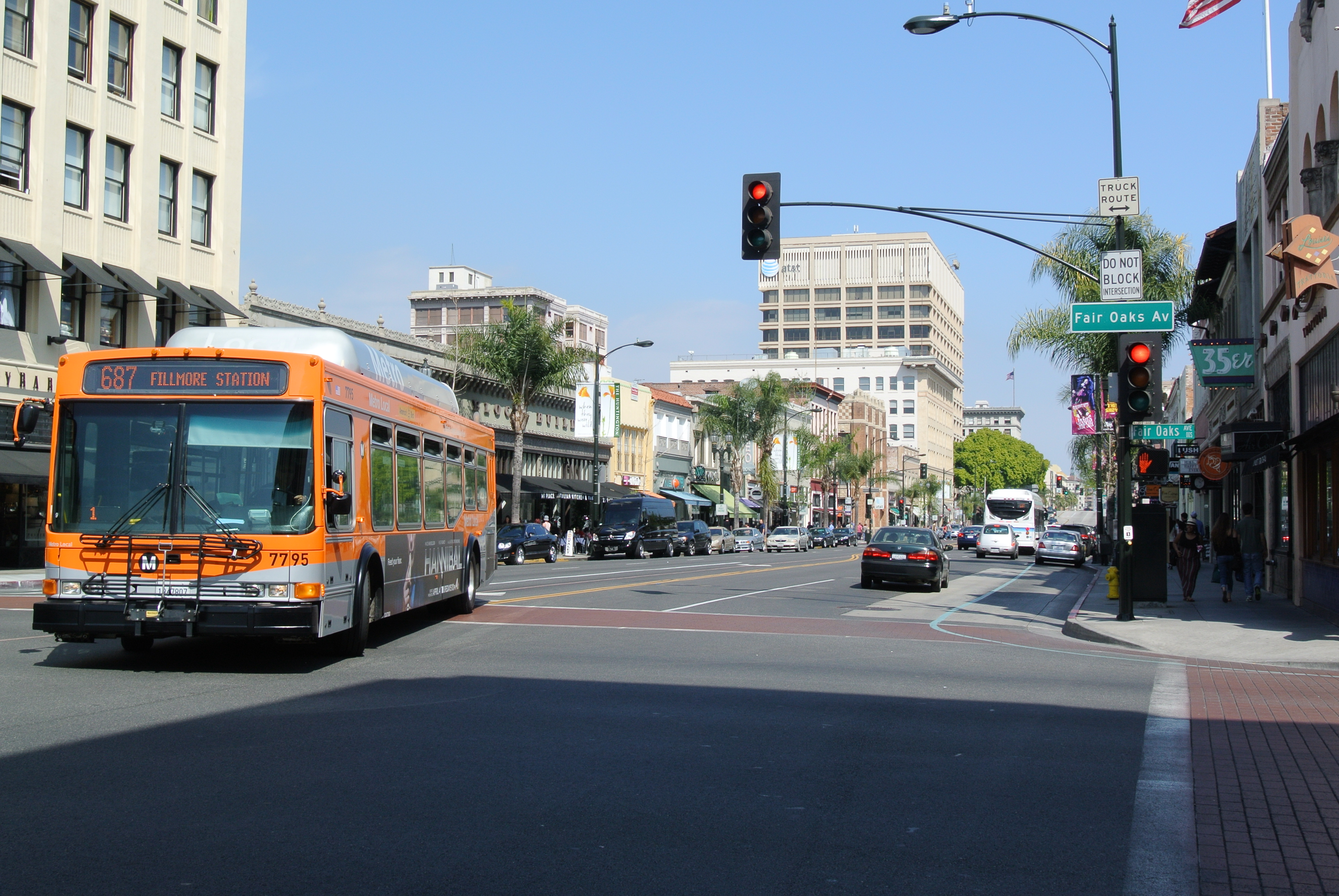
Metro Local im Zentrum von Old Pasadena

Pasadena ist seit Juli 2003 angebunden an die Golden-Line-Stadtbahn der Metro Los Angeles, die East Los Angeles mit der Stadt Azusa verbindet. Es gibt aktuell sechs Stationen dieser Linie in Pasadena: Fillmore Station, Del Mar Station und Memorial Park Station in Old Pasadena, Lake Station in der Innenstadt, sowie Allen Station und Sierra Madre Villa Station. Daneben verkehren in Pasadena verschiedene Busunternehmen. Das Pasadena Area Rapid Transit System bedient dabei lediglich die Stadt. Daneben verkehren die Regionalbuslinien Foothill Transit, LADOT, Metro Local und Metro Rapid in Pasadena.

#### Eisenbahn
Durch Pasadena verlief die Eisenbahnstrecke der Atchison, Topeka and Santa Fe Railway mit eigenem Bahnhof. Von 1971 an bediente Amtrak die Stadt mit Personenzügen. Am 15. Januar 1994 wurde dieser Betrieb eingestellt und es verkehrte mit dem Southwest Chief der letzte Eisenbahnzug durch die Stadt. Der Infrastrukturbetreiber Atchison, Topeka and Santa Fe Railway verkaufte die Strecke zwischen Los Angeles und San Bernardino über Pasadena an die LACMTA. Auf dieser Trasse verkehrt heute die Gold Line. Das Bahnhofsgebäude von Pasadena aus dem Jahr 1925 an der S. Raymond Ave. wurde erhalten und daneben die Gold Line Station Del Mar eröffnet.

#### Luftverkehr
Der Hollywood Burbank Airport – auch bekannt als Burbank-Glendale-Pasadena Airport – liegt unweit von Burbank und dient als Regionalflughafen für Pasadena. Er ist in Eigentum und Betrieb der Burbank-Glendale-Pasadena Airport Authority. Diese ist im Besitz der drei Städte. Die meisten Verbindungen des Hollywood Burbank Airport sind Inlandsverbindungen. Mit dem Long Beach Airport und dem John Wayne Airport gibt es noch zwei kleinere Flughäfen in naher Umgebung von Pasadena. Internationale Flughäfen sind der Los Angeles International Airport und der Ontario International Airport, beide eine knappe Stunde von Pasadena entfernt.

## Trivia
- Die Fernsehserie The Big Bang Theory spielt in Pasadena. Der 25. Februar – an diesem Tag im Jahr 2016 wurde die 200. Episode der Fernsehserie ausgestrahlt – wurde von den politisch Verantwortlichen offiziell zum The Big Bang Theory Day erklärt.[6]
- Es gibt ein Lied mit dem Titel „Little Old Lady from Pasadena“ von Jan and Dean.
- Der Film Project X spielt in Pasadena.
- Das in Pasadena gelegene „Gamble House“ dient als Filmkulisse im Film Zurück in die Zukunft als Dr. Browns Haus.
- Der Ort taucht in dem parodistischen Song Pasadena 1994 der Metalband Nanowar of Steel auf (in Anlehnung an das Endspiel der Fußball-Weltmeisterschaft 1994 in Pasadena).
- Die Serie Shrinking mit Harrison Ford und Jason Segel spielt in Pasadena.
- Die Kampfszene zwischen Uma Thurman und Vivica A. Fox in Kill Bill – Volume I spielt im Haus der Figur Vernita Green in Pasadena.

## Persönlichkeiten

### Söhne und Töchter der Stadt
- Victor Fleming (1889–1949), Filmregisseur
- Fred Thomson (1890–1928), Geistlicher und Schauspieler
- F. O. Matthiessen (1902–1950), Literaturwissenschaftler
- Mark Serrurier (1904–1988), Erfinder und Ingenieur
- Wesley Prince (1907–1980), Jazzmusiker
- L. B. Abbott (1908–1985), Kameramann und Spezialeffektkünstler
- Peppy Prince (1909–1985), Musiker
- Julia Child (1912–2004), Köchin und Kochbuchautorin
- Marc Platt (1913–2014), Tänzer und Choreograf
- George G. O’Connor (1914–1971), Generalleutnant der United States Army
- Johnny Miller (1915–1988), Jazzmusiker
- Charles Duncan Michener (1918–2015), Entomologe
- George Nader (1921–2002), Schauspieler
- Aden Meinel (1922–2011), Astronom
- Paul Fussell (1924–2012), Kulturhistoriker, Literaturkritiker und Hochschullehrer
- Harold Bissner Jr. (1925–2020), Architekt
- George Morrow (1925–1992), Jazzmusiker
- Stan Freberg (1926–2015), Schauspieler, Autor, Komiker, Musiker, Radiomoderator, Puppenspieler und Werbeleiter
- William Claxton (1927–2008), Fotograf
- Reese H. Taylor Jr. (1928–2010), Anwalt und Regierungsbediensteter
- Monte Nitzkowski (1929–2016), Schwimmer und Wasserballspieler
- Paul Benioff (1930–2022), Physiker
- Johnny Sheffield (1931–2010), Schauspieler
- Gary Hemming (1934–1969), Bergsteiger
- Richard Draeger (1937–2016), Ruderer
- Robert F. Brunner (1938–2009), Filmkomponist und Dirigent
- Paul Hait (* 1940), Schwimmer
- Lex Hixon (1941–1995), Poet, Philosoph und spiritueller Lehrer
- Jim Busby (* 1942), Autorennfahrer und Rennstallbesitzer
- Thomas D. Pollard (* 1942), Biochemiker
- John Saul (* 1942), Schriftsteller
- Richard Moll (1943–2023), Schauspieler
- Charles P. Thacker (1943–2017), Informatiker und Turing-Preisträger
- Kim Carnes (* 1945), Musikerin und Komponistin
- Leslie Aiello (* 1946), Paläoanthropologin
- Sally Field (* 1946), Schauspielerin
- Stan Smith (* 1946), Tennisspieler
- Octavia E. Butler (1947–2006), Science-Fiction-Autorin
- James F. Drake (* 1947), Physiker und Hochschullehrer
- Kate Linder (* 1947), Schauspielerin
- Bill Richardson (1947–2023), Politiker und Gouverneur des Bundesstaates New Mexico
- Melissa Ann Luckow (* 1948), Botanikerin
- Robert Kushner (* 1949), Künstler
- Donald Crockett (* 1951), Komponist, Dirigent und Musikpädagoge
- Jamey Sheridan (* 1951), Schauspieler
- Roland Vazquez (* 1951), Jazzmusiker und Komponist
- Mitch Cohen (* 1952), Übersetzer, Autor und Herausgeber, seit 1977 in Berlin
- James Charles Kopp (* 1954), militanter Abtreibungsgegner, Mörder
- Kenny Lee Lewis (* 1954), Gitarrist, Bassgitarrist und Singer-Songwriter
- Kathleen Quinlan (* 1954), Schauspielerin
- Mike Baldwin (* 1955), Motorradrennfahrer
- Davy Sidjanski (1955–2004), Verleger
- Michael Steele (* 1955), Musikerin
- Bruce Barth (* 1958), Jazz-Pianist und Keyboarder
- Shelly Johnson (* 1958), Kameramann
- Victor Hugo Ascarrunz (* 1960), bolivianischer Skirennläufer
- Lance J. Dixon (* 1961), Theoretischer Teilchenphysiker
- Steve Albini (1962–2024), Musiker, Toningenieur und Produzent
- Colton Ford (1962–2025), Pornodarsteller, Schauspieler und Sänger
- Naomi Hirahara (* 1962), Krimiautorin und Journalistin
- Christopher Münch (* 1962), Filmregisseur, -editor und Drehbuchautor
- Ellen Breen (* 1963), Freestyle-Skierin
- Kirk Graves (* 1964), Schauspieler und Filmproduzent
- Christian Maercker (* 1964), US-amerikanisch-deutscher Biologe und Hochschullehrer
- Kevin Greutert (* 1965), Filmregisseur und Filmeditor
- Kevin Poulsen (* 1965), Hacker
- Christy Canyon (* 1966), Pornodarstellerin
- Joel Thomas (* 1966), Schwimmer
- Shelley Lubben (1968–2019), Pornodarstellerin und spätere Anti-Porno-Aktivistin
- Carla Overbeck (* 1968), Fußballspielerin
- Dave Dollé (* 1969), Schweizer Leichtathlet
- David Ebershoff (* 1969), Schriftsteller
- Bill Behrens (* 1970), Tennisspieler
- Beth Cavener Stichter (* 1972), Bildhauerin
- Kirsten Vangsness (* 1972), Schauspielerin und Drehbuchautorin
- Tamala Jones (* 1974), Schauspielerin
- Chris Pontius (* 1974), Aktionskünstler
- Darryl Stephens (* 1974), Schauspieler
- Cari Champion (* 1975), Sportjournalistin und Fernsehmoderatorin
- Jennifer Lyons (* 1977), Schauspielerin
- Chris McAlister (* 1977), American-Football-Spieler
- Rocky Moran junior (* 1980), Autorennfahrer
- Max Elliott Slade (* 1980), Schauspieler und Musiker
- Alison Brie (* 1982), Schauspielerin
- Sophia Bush (* 1982), Schauspielerin
- Audrey Bitoni (* 1986), Pornodarstellerin
- Galen Hall (* 1986), Pokerspieler und Hedgefonds-Manager
- Michelle Horn (* 1987), Schauspielerin
- Doug Polk (* 1988), Pokerspieler
- Christian Serratos (* 1990), Schauspielerin
- Rena Wang (* 1991), Badmintonspielerin
- Iris Wang (* 1994), Badmintonspielerin
- Missy Franklin (* 1995), Schwimmerin
- Cravon Gillespie (* 1996), Sprinter
- Bobby Coleman (* 1997), Film- und Fernsehschauspieler
- Ashley Sanchez (* 1999), US-amerikanisch-mexikanische Fußballspielerin
- Calen Bullock (* 2003), American-Football-Spieler

### Persönlichkeiten, die vor Ort gewirkt haben
- Albert Abraham Michelson (1852–1931), Physiker und Nobelpreisträger; lebte, arbeitete und verstarb in Pasadena
- Samuel S. Hinds (1875–1948), Schauspieler; Mitgründer des Pasadena Playhouses
- Morris Ankrum (1896–1964), Charakterdarsteller, Jurist und Hochschullehrer
- John Todd (1911–2007), nordirischer Mathematiker
- Mack Robinson (1914–2000), Sprinter
- Norman Davidson (1916–2002), Biochemiker
- Dương Văn Minh (1916–2001), südvietnamesischer Politiker und General
- Dabbs Greer (1917–2007), Schauspieler
- Edward B. Lewis (1918–2004), Genetiker, Träger des Nobelpreises für Physiologie oder Medizin 1995
- Samuel Epstein (1919–2001), polnisch-kanadisch-amerikanischer Geochemiker
- Seymour Benzer (1921–2007), Biophysiker
- Turhan Bey (1922–2012), österreichischer Schauspieler und Fotograf
- Paul MacCready (1925–2007), Physiker, Ingenieur und Segelflieger
- Eddie Van Halen (1955–2020), Musiker
- Jaleel White (* 1976), Schauspieler

## Städtepartnerschaften
- Ludwigshafen am Rhein, Deutschland
- Järvenpää, Finnland
- Mishima, Japan
- Wanadsor, Armenien